# 41 км (зупинний пункт, Одеська залізниця)
41 кіломе́тр — пасажирський залізничний зупинний пункт Одеської дирекції Одеської залізниці на лінії Одеса-Застава I — Арциз.
Розташований у селі Дальник Одеського району Одеської області між станціями Барабой (3 км) та Кароліна-Бугаз (11 км).
На платформі зупиняються приміські поїзди